# Fosfatidylinositol

Fosfatidylinositol: na prvním a druhém uhlíku obsahuje navázané mastné kyseliny (v tomto případě arachidonovou a stearovou), na třetím uhlíku je fosfoinositolová skupina

Fosfatidylinositol (zkratka PtdIns či PI), chemicky 1-(3-sn-fosfatidyl)-1D-myo-inositol je označení pro fosfolipidy ze skupiny glycerolfosfolipidů, které na třetím uhlíku mají na fosfátové skupině navázaný cyklický alkohol inositol.
Fosfolipidy tohoto typu obvykle představují pouze asi 10 % fosfolipidů eukaryotických buněčných membrán, ale předpokládá se, že fosfatidylinositoly vytváří jakýsi „čárový kód“ typický pro každou z buněčných membrán, díky němuž je buňka schopná rozeznat jednotlivé membrány od sebe. Navíc jsou to mimořádné významné signalizační molekuly: regulují např. vezikulární transport, buněčný růst a přežívání, dělení a pohyb. Některé fosfatidylinositoly navíc slouží jako substrát pro tvorbu druhých poslů: konkrétně PIP2 je činností fosfolipázy C rozkládán na inositoltrifosfát (IP3) a 1,2-diacylglycerol (DAG), přičemž obě tyto molekuly mají další důležité buněčné role.

## Fosfoinositidy
Existuje celá řada fosfátových derivátů podle výskytu dalších fosfátových skupin na inositolovém kruhu. Tyto fosfáty se vážou na třetí, čtvrtý a pátý uhlík inositolu (přesněji řečeno na jejich hydroxylové skupiny) a vzniklé deriváty se označují jako fosfoinositidy. U živočichů bylo nalezeno sedm kombinatorických možností, u rostlin šest (všechny níže uvedené kromě PIP3):
Fosfatidylinositolmonofosfáty:
- Fosfatidylinositol-3-fosfát, PtdIns3P nebo PI(3)P
- Fosfatidylinositol-4-fosfát, PtdIns4P nebo PI(4)P
- Fosfatidylinositol-5-fosfát, PtdIns5P nebo PI(5)P

Fosfatidylinositolbisfosfáty:
- Fosfatidylinositol-3,4-bisfosfát, PtdIns(3,4)P nebo PI(3,4)P2
- Fosfatidylinositol-3,5-bisfosfát, PtdIns(3,5)P nebo PI(3,5)P2
- Fosfatidylinositol-4,5-bisfosfát, PtdIns(4,5)P nebo PI(4,5)P2

Fosfatidylinositoltrisfosfáty:
- Fosfatidylinositol-3,4,5-trisfosfát, PtdIns(3,4,5)P nebo PI(3,4,5)P3 či prostě PIP3

V buňce jsou jednotlivé fosfatidylinositidy vzájemně převeditelné, umožňují to specifické kinázy a fosfatázy. Například fosfatidylinositol-3-fosfát vytváří PI3 kinázy, naopak ho odstraňují různé PI3 fosfatázy, jako myotubulariny.